# Kis cinegeasztrild
A kis cinegeasztrild (Nesocharis shelleyi) a madarak osztályának a verébalakúak (Passeriformes) rendjébe, ezen belül a díszpintyfélék (Estrildidae) családjába tartozó faj.

## Rendszerezése
A fajt Boyd Alexander brit katona és ornitológus írta le 1903-ban.

## Alfajai
- Nesocharis shelleyi bansoensis Bannerman, 1923
- Nesocharis shelleyi shelleyi Alexander, 1903[2]

## Előfordulása
Afrika középső részén, Egyenlítői-Guinea, Kamerun és Nigéria területén honos. Természetes élőhelyei a szubtrópusi és trópusi síkvidéki esőerdők, szavannák és cserjések, valamint ültetvények. Állandó, nem vonuló faj.

## Megjelenése
Testhossza 8 centiméter, testtömege 7-9 gramm. A hím a fehéröves cinegeasztrildhoz hasonló, de annál kisebb, faroktollai rövidebbek. A tarkónál egy szürke öv látható. A hát, a szárnyfedők, a farokcsík és a felső farokfedő tollak, valamint a mell zöldessárga, narancsszínű árnyalattal. A láb barnás színű. A tojó melle kékesszürke, a test szürke alsó része is világosabb színű.

## Szaporodása
Fészekalja 3 fehér tojásból áll.

## Természetvédelmi helyzete
Az elterjedési területe nagyon nagy, egyedszáma pedig stabil. A Természetvédelmi Világszövetség Vörös listáján nem fenyegetett fajként szerepel.